# Chrysopsis delaneyi
Chrysopsis delaneyi là một loài thực vật có hoa trong họ Cúc. Loài này được Wunderlin & Semple mô tả khoa học đầu tiên năm 2003.